# Deuxième guerre carliste
 (novembre 2022).
Si vous disposez d'ouvrages ou d'articles de référence ou si vous connaissez des sites web de qualité traitant du thème abordé ici, merci de compléter l'article en donnant les références utiles à sa vérifiabilité et en les liant à la section « Notes et références ».
Guerres carlistes
La deuxième guerre carliste, aussi appelée guerre des Matiners ou campagne montémoliniste, est un conflit qui a lieu de 1846 à 1849, en Espagne et principalement en Catalogne.
Faisant suite à la première guerre carliste, elle oppose l'armée espagnole, fidèle à la reine Isabelle II, et certaines troupes rebelles ralliées à la cause de Charles de Bourbon, prétendant au trône d'Espagne. Elle se termine en 1849, après une série de défaites infligées par Manuel Gutiérrez de la Concha, chef des troupes royales, à Ramon Cabrera, le principal général carliste.

## Contexte
Suite à la première guerre carliste, des troupes carlistes subsistent en Catalogne, et continuent de saccager la région, agissant plus comme des bandits que comme des guérilleros. Malgré le fait que leur cause soit désormais déstabilisée par la défaite précédente et paraisse peu légitime, le mouvement continue d'exister. 
Le 18 mai 1845, le prétendant carliste au trône, Charles de Bourbon abdique en faveur de son fils, le comte de Montemolín. Ce dernier adresse un manifeste aux Espagnols le 23 mai, dans le but de faire des compromis et de mettre en avant sa cause. Certains, comme Jacques Balmes, se prononcent en faveur d'un mariage entre Isabelle II, la reine d'Espagne, et Charles de Bourbon, afin de régler définitivement le conflit. Néanmoins, ce projet n'aboutit pas, à cause des réclamations des carlistes les plus extrêmes, qui ne voulaient pas que leur prétendant soit seulement roi consort, du manque de soutien international, ainsi qu'à l'opposition de l'influent Ramon Maria Narvaez. Ainsi, le 18 août 1846, Isabelle II annonce son mariage avec un autre de ses cousins, François d'Assise de Bourbon, avec le soutien de la France de Louis-Philippe.
Ajoutée à la crise agraire et industrielle de 1846 et avec des réformes impopulaires du gouvernement, la question dynastique prend des proportions importantes et laisse planer la menace d'une nouvelle guerre.

## La guerre

### 1846 - 1847
Le 12 septembre 1846, alors à Bourges, Charles de Bourbon fait une proclamation appelant aux armes les Espagnols, point de départ de la seconde guerre carliste. Il se rend à Londres avec Pedro de Alcántara Álvarez (es) pour se préparer aux combats. Il y est bien accueilli et reçoit la visite officielle de Henry John Temple, l'Angleterre ayant été troublée par le mariage de Louise-Fernande de Bourbon et du duc Antoine d'Orléans.
La révolte commence en Catalogne, où elle prend une grande ampleur. De nombreuses bandes armées se créent, généralement composées de moins de cinq cents hommes, et harcèlent l'armée espagnole. Deux chefs militaires particulièrement importants se démarquent dès lors, Bartolomé Porredón et Benito Tristany, qui avec 300 hommes s'empare des réserves de munitions de Cervera en février 1847. La répression est menée par Manuel Pavía, qui le 17 mai, vainc les rebelles et fait même prisonnier Benito Tristany, avant de le faire exécuter. Peu de temps après, il parvient à abattre aussi Bartolomé Porredon, alors que celui-ci est en convalescence à Cervera. Malgré la perte de ces deux piliers, la révolte s'amplifie, avec de nouveaux chefs comme Rafael Tristany (neveu de Benito) ou Marcelino Gonfaus, alors même que Manuel Gutiérrez de la Concha, à la tête de l'armée espagnole composée de 40 000 hommes, propose le pardon aux carlistes prêts à rendre les armes. 
Néanmoins, Manuel Pavía, toujours commandant des opérations contre les carlistes mène une guerre féroce et sanglante, si bien qu'à la fin de l'an 1847, la plupart des rebelles sont soit morts, soit exilés. Malgré ce revers important, les complots et soulèvements s'enchaînent en 1848, cumulées avec le printemps des peuples qui se déroule partout en Europe.

### 1848
L'armée carliste se réorganise en ce début d'année 1848. Le 21 février 1848, les troupes dirigées par les généraux José Borges et Juan Castells s'emparent d'Igualada. Peu après, Borges prend Sants, aux portes de Barcelone.
Le général Joaquín Elío est chargé d'organiser le soulèvement en Navarre, mais il échoue, bien que quelques bandes apparaissent aussi, sous l'égide de Juan Bernardo Zubiri. Elles sont néanmoins rapidement dissoutes sous les attaques incessantes du général Juan Villalonga. 
Le 28 juin, Ramón Cabrera revient d'exil avec Domingo Forcadell, dans le but de se joindre à la révolution. Il tente de monter une nouvelle armée, qu'il nomme l'armée royale de Catalogne, mais il échoue. Il parvient tout de même à réunir près de 6000 hommes, bien peu nombreux face aux 30 000 hommes à la disposition du général Pavía auquel il s'oppose. Néanmoins, il mène des opérations avec brio, prenant quelques villes et harcelant les troupes ennemies. Il tente même de porter les combats dans le Maestrazgo, en traversant l'Èbre, mais il est contraint de battre en retraite jusqu'à Estany. Il établit alors son quartier général à Amer.
Le 3 juillet 1848, l'officier carliste Joaquín Julián de Alzáa est capturé par Juan Antonio de Urbiztondo puis exécuté à Zaldivia. 
En septembre, Manuel Pavia est remplacé à la tête de la répression par Fernando Fernández de Córdova. Celui-ci intensifie les combats et tente de rallier certains dirigeants carlistes par des promesses. Finalement, même si certains se soumettent, la guerre tourne quelque peu à l'avantage des carlistes. Domingo Forcadell parvient même à entrer dans le Maestrazgo avec son armée et à s'y maintenir quelque temps, jusqu'à ce qu'il soit battu à deux reprises, à Pinell de Brai et à Vallmoll. Les carlistes remportent aussi de nombreux combats. Ainsi, José Borges bat le général Paredes à l'Esquirol et Cabrera  capture 400 soldats du colonel Manzano à Avinyó. A Barcelone, un complot visant à s'emparer du château de Montjuïc est découvert et sévèrement puni.
Le 3 décembre, Fernández de Córdova démissionne de son poste à la tête de la répression, où il est remplacé par Manuel Gutiérrez de la Concha. Dans le même temps, les forces carlistes sont estimées à près de 10 000 hommes, qui, bien que peu organisés, parviennent à s'emparer de Móra d'Ebre et de Manresa à assiéger Vich, Olot et Solsona.

### 1849
Concha, qui a établi son quartier général à Gérone, commence ses opérations à partir du 11 janvier 1849, avec 50 000 hommes sous ses ordres. Il envoie le général Quesada combattre, et vaincre, José Borges à Selma. Il envoie aussi trois unités combattre les troupes de Ramon Cabrera à El Pasteral, les 26 et 27 janvier. Elles parviennent à passer le Ter et Cabrera est même blessé à la cuisse pendant la bataille. 
Le nouveau chef espagnol met tout en œuvre pour affaiblir les carlistes, tentant même plusieurs fois d'empoisonner Cabrera, ainsi que de le faire assassiner par quelques-uns de ses proches corrompus, complots qui échoueront. L'armée carliste perd aussi 6 000 fusils, envoyés par Charles de Bourbon qui sont interceptés par le consul espagnol à Marseille. Cabrera tente alors de faire venir le prétendant carliste, toujours installé à Londres, pour remotiver les troupes et relancer l'offensive. Charles de Bourbon accepte finalement et quitte son exil le 27 mars, mais alors qu'il arrive à la frontière espagnole, il est arrêté par six douaniers français et enfermé à Perpignan. Coïncidant avec ce revers, l'armée espagnole enchaîne les victoires. Ainsi Rafael Tristany est harcelé dans les montagnes de Segarra, Marcelino Gonfaus est capturé après plusieurs jours de traque et Pascual Gamundi (es) est vaincu à Castelflorite par Domingo Dulce. Pascual Gamundi venait par ailleurs de se voir confier une partie de l'armée de Cabrera et de remporter plusieurs victoires dont la prise de Molina de Aragón.
Cabrera est contraint de se retirer dans les montagnes pyrénéennes, puis de quitter l'Espagne pour passer en France le 23 avril 1849. Capturé par les Français, il est emprisonné à Err puis à Toulon. Les autres généraux carlistes se soumettent un à un, le dernier étant Rafael Tristany le 18 mai. Finalement le 8 juin 1849, le chef du gouvernement, Ramon Maria Narvaez, accorde l'amnistie à de nombreux combattants carlistes. Ainsi, près de 1 400 d'entre eux retournent en Espagne, et de nombreux combattent plus tard lors de la guerre du Maroc.

## La guerre dans d'autres régions
Dans la province de La Manche, le colonel Vicente Sabariegos (es) tente aussi de monter une rébellion. Néanmoins, il est rapidement blessé et s'exile au Portugal.
En Estrémadure, un officier du nom de Mariano Peco lève une troupe de 200 hommes, mais il ne parvient pas à créer un mouvement assez fort et il est capturé et emprisonné à Madrid.
En Andalousie, les généraux José María Arévalo et Miguel Gómez Damas (es) sont envoyés depuis Londres pour soulever la région. Néanmoins, l'entreprise n'est pas suivie par les habitants.
Dans la ville de Madrid, des sympathisants carlistes tentent de créer un soulèvement. Néanmoins, le complot est découvert par la police et les membres sont arrêtés.

## Source
- (es) Cet article est partiellement ou en totalité issu de l’article de Wikipédia en espagnol intitulé « Segunda guerra carlista » (voir la liste des auteurs).